# Show Boat (1929)
Show Boat is een Amerikaanse dramafilm uit 1929. De film is gebaseerd op het gelijknamige boek van Edna Ferber uit 1926 en de daarop gebasseerde gelijknamige musical van Jerome Kern en Oscar Hammerstein II.

## Geschiedenis
Show Boat werd opgenomen als stomme film, maar toen de geluidsfilm zijn opwachting maakte, werd de datum verzet zodat er 30 minuten aan beeldmateriaal met dialoog en zang toegevoegd kon worden. Toen de musicalversie van het boek ineens een hit bleek te zijn, voegden de producenten tevens een proloog toe met vijf nummers van de musical, gezongen door de oorspronkelijke Broadway-cast. Hierdoor kregen sommige bioscopen de stommefilmversie en sommige de geluidsversie. De audio bevatte muziek en geluidseffecten die gelijk liepen met de filmbeelden en twee gesproken fragmenten. De audio voor de film bleek grotendeels verloren te zijn gegaan. Tijdens een restauratie door Turner Entertainment Co., vond men de helft van de audio in het archief van de Library of Congress. Voor de rest van de film gebruikte men een transcript van het scenario uit de New York State Archives, aangevuld met behulp van spraakafzien. In 2025 valt de film onder het publiek domein.
De musical werd opnieuw verfilmd in 1936, ditmaal door Universal, en in 1951 nogmaals door MGM.

## Rolverdeling
| Acteur             | Personage       |
| ------------------ | --------------- |
| Laura La Plante    | Magnolia Hawks  |
| Joseph Schildkraut | Gaylord Ravenal |
| Emily Fitzroy      | Parthy Hawks    |
| Otis Harlan        | Andy Hawks      |
| Alma Rubens        | Julie Dozier    |

- Library of Congress Control Number: n2011004826